# アンドリュー・ケーニッヒ (俳優)
アンドリュー・ケーニッヒ（Andrew Koenig、1968年8月17日 - 2010年2月16日）は、アメリカ合衆国の俳優。カリフォルニア州出身。日本ではアンドリュー・コーエンやアンドリュー・ケーニグとも表記されている。

## 生涯

### 俳優として
1985年から89年までコメディドラマ『愉快なシーバー家』に登場するマイクの親友ボナー・スタボーン役で出演した。同時期には『21ジャンプストリート』 といった他作品にも出演した。
90年代前半からは声優業も始め、"G.I. Joe: A Real American Hero"にも出演した 。
2003年、サンディ・カローラが監督を務め、サンディエゴ・コミコンで上映された非公式の映画 "Batman: Dead End" のジョーカー役で人気を博した。映画監督ケビン・スミスはこの映画を「バットマンの映画史上最も原作に忠実で素晴らしい」と評した。
2006年まで俳優業を続けてきたが、制作業に携わることも増え、2006年から2010年までに配信されたポッドキャスト "Never Not Funny"ではプロデューサーを務めた。

## 私生活
ケーニッヒはヴィーガンだった。
2007年にはアメリカ合衆国のビルマ・キャンペーンの一環として父とともにミャンマーを旅行し、タイにあるミャンマー難民キャンプを訪れた。

### 死
ケーニッヒは2010年2月14日から訪問先であるバンクーバー周辺で消息を絶ち、帰国予定である16日（なお、携帯電話を使ったのはこの日が最後である）を過ぎても連絡がなく、警察に捜索願が出された。
2月25日、バンクーバー市内のスタンレー公園にて、首を吊ったケーニッヒの遺体が発見された。
俳優としての遺作となったDaZe: Vol. Too – NonSeNseは、死亡当時まだポストプロダクションの段階にあった。

## 出演作品
- 特捜隊アダム12
- 愉快なシーバー家
- 21ジャンプストリート
- スタートレック:ディープ・スペース・ナイン
- Batman: Dead End